# Trophée Walter A. Brown
Le trophée Walter A. Brown (en anglais : Walter A. Brown Trophy), est décerné à l’équipe, de la National Basketball Association (NBA) (Basketball Association of America (BAA) de 1946 à 1949), qui remporte les Finales NBA à la fin de chaque saison de 1949 à 1977.

## Histoire
Le trophée original est décerné aux champions BAA/NBA de 1947 à 1976. Le trophée est conservé par l’équipe championne pendant un an, puis remis à l’équipe gagnante des Finales NBA de l’année suivante, à moins que l’équipe précédente ne gagne de nouveau. Cela suit le même procédé de la Coupe Stanley de la LNH, qui perpétue cette tradition jusqu’à ce jour.

## Description
Le trophée est à l’origine appelé le trophée des Finales NBA (NBA Finals trophy), mais il est renommé en 1964 en l’honneur de Walter A. Brown, le premier propriétaire des Celtics de Boston, qui a joué un rôle déterminant dans la fusion de la BAA et de la National Basketball League en 1949. Un nouveau design de trophée est créé pour les Finales NBA 1977, bien qu’il conserve le nom de Walter A. Brown. Contrairement au trophée original, le nouveau trophée est remis en permanence à l’équipe vainqueur et un nouveau trophée est remis chaque année. Il est renommé trophée Larry O'Brien en 1984 pour honorer l’ancien commissaire de la NBA, Larry O'Brien,.

## Vainqueurs
Les premiers vainqueurs du trophée sont les Warriors de Philadelphie, qui battent les Stags de Chicago. De 1957 à 1969, les Celtics ont remporté les Finales NBA à 11 reprises sur 13 saisons, dont huit victoires consécutives. Les derniers vainqueurs du trophée sont les Celtics, qui battent les Suns de Phoenix en 1976.
| Équipe                                                  | Trophées | Finales NBA                                                               |
| ------------------------------------------------------- | -------- | ------------------------------------------------------------------------- |
| Celtics de Boston                                       | 13       | 1957, 1959, 1960, 1961, 1962, 1963, 1964,1965,1966, 1968, 1969, 1974,1976 |
| Lakers de Minneapolis (5) / Lakers de Los Angeles       | 6        | 1949, 1950, 1952, 1953, 1954, 1972                                        |
| Warriors de Philadelphie (2) / Warriors de Golden State | 3        | 1947, 1956, 1975                                                          |
| Nationals de Syracuse / 76ers de Philadelphie           | 2        | 1955, 1967                                                                |
| Knicks de New York                                      | 2        | 1970, 1973                                                                |
| Bullets de Baltimore                                    | 1        | 1948                                                                      |
| Royals de Rochester                                     | 1        | 1951                                                                      |
| Hawks de Saint-Louis                                    | 1        | 1958                                                                      |
| Bucks de Milwaukee                                      | 1        | 1971                                                                      |